# Волков (Белгородская область)
Волков — хутор в Алексеевском районе (с 2018 года — городском округе) Белгородской области России. С точки зрения административно-территориального устройства входит в Алейниковский муниципальный округ муниципального района «Алексеевский район и город Алексеевка». В плане местного самоуправления входит в состав муниципального образования Алексеевский городской округ.

## География
Расположен в восточной части области, в 24 км к юго-востоку от районного центра, города Алексеевки. В настоящее время имеется один дом с пасекой, также есть кладбище.

## История
Возник предположительно в первой половине XIX века.
По состоянию на 1859 год на владельческом хуторе 1 стана Бирюченского уезда Воронежской губернии при овраге Калмыцком в 40 дворах проживало 312 человек (169 мужчин и 143 женщины).
Упоминается в памятной книжке Воронежской губернии за 1887 год как хутор Варваровской волости Бирюченского уезда. Число жителей обоего пола — 470, число дворов — 51.
По подворной переписи 1890 года на хуторе проживало 503 крестьянина-собственника (260 мужчин, 243 женщины) в 65 хозяйствах (из них 1 безземельное), из них 23 грамотных и учащихся (все — мужчины). Всего было 68 жилых домов (1 хозяйство было бездомовым), а также 8 кустарных промышленных заведений, приносивших доход 230 рублей в год, и 1 промышленное предприятие (50 рублей в год). Из скота было 47 лошадей, 144 вола, 53 коровы, 63 головы гулевого скота и 37 телят, 217 овец и 64 свиньи, также 11 хозяйств имели 73 улья пчёл. Количество удобной надельной земли составляло 369,2 десятины, из них пашни — 224,7 десятин; также 56 хозяйств арендовало 575 десятин пашни. Из сельскохозяйственного инвентаря имелось 45 плугов, 43 сохи, 2 молотилки и других орудия, 111 телег; 9 хозяйств не имели инвентаря. 50 хозяйств обрабатывали землю своим скотом, 12 — наймом, 2 — супрягою. Всего расходов у хозяйств в течение года было на 9044 рубля, доходов от продажи — 5045 рублей (в основном хлеба и скота), от промыслов (которыми занималось 51 хозяйство) — 2373 рубля, а всего — на 7961 рубль.
До войны число дворов на хуторе составляло 79, была школа.

### Административно-территориальная принадлежность
По состоянию на 1859 год хутор 1 стана Бирюченского уезда Воронежской губернии.
К 1887 году хутор Варваровской волости Бирюченского уезда Воронежской губернии.
До 1954 года входил, как и весь район, в состав Воронежской области.
Входил в состав Алейниковского сельского поселения, упразднённое 19 апреля 2018 с преобразованием Алексеевского муниципального района в Алексеевский городской округ.

## Население
| 1859 | 2002 | 2010 |
| ---- | ---- | ---- |
| 312  | ↘0   | →0   |

### Историческая численность населения
По состоянию на 1859 год проживало 312 человек (169 мужчин и 143 женщины).
По подворной переписи 1890 года на хуторе проживало 503 крестьянина-собственника (260 мужчин, 243 женщины) в 65 хозяйствах (из них 1 безземельное).
По данным 1900 года на основе переписи 1897 года на хуторе Волковского сельского общества Варваровской волости при балке Волковой жило 456 человек (241 мужчина, 215 женщин, малороссы) в 67 хозяйствах, владевшие 391,7 десятинами надельной земли.
По переписи 1926 года на хуторе Щербаковского сельсовета Луценковской волости Острогожского уезда Воронежской губернии проживало 474 человека в 78 хозяйствах.

## Инфраструктура
Основа экономики — сельское хозяйство .
На начало XX века имелось одно общественное здание и маслобойный завод
К 1926 году была школа 1-й ступени с 2 учителями